# David Chipperfield
Sir David Alan Chipperfield (født 18. december 1953) er en engelsk arkitekt. Han etablerede David Chipperfield Architects i 1985.
Hans store værker inkluderer River and Rowing Museum i Henley-on-Thames, Oxfordshire (1989–1998); Literaturmuseum der Moderne i Marbach, Tyskland; Des Moines Public Library, Iowa (2002-2006); Neues Museum, Berlin (1997–2009); Hepworth Wakefield-galleriet i Wakefield, UK (2003–2011), Saint Louis Art Museum, Missouri (2005–2013); og Museo Jumex i Mexico City (2009–2013).
Rowan Moore, arkitektkritikeren fra Guardian i London, beskrev hans arbejde som seriøst, solidt, ikke flamboyant eller radikalt, men komfortabelt med dets omgivelsers historie og kultur. "Han arbejder med værdighed, med gravitas, med hukommelse og med kunst."
David Chipperfield Architects er en global arkitektpraksis med kontorer i London, Berlin, Milano og Shanghai.

## Karriere
Chipperfield blev født i London i 1953 og dimitterede i 1976 fra Kingston School of Art i London. Han studerede arkitektur ved Architectural Association (AA) i London og modtog sit eksamensbevis i arkitektur i 1977. Han arbejdede på kontorer for adskillige bemærkelsesværdige arkitekter, herunder Douglas Stephen, Norman Foster og Richard Rogers, før han grundlagde sit eget firma, David Chipperfield Architects, i 1985. Som ung arkitekt talte Chipperfield for de historisk tilpassede, stedspecifikke værker af kontinentale arkitekter som Moneo, Snozzi og Siza gennem 9H Gallery beliggende i forrummet på hans kontor i London.
Han etablerede først sit ry ved at designe butiksinteriører i London, Paris, Tokyo og New York. Blandt Chipperfields tidlige projekter i England var en butik for Issey Miyake på Londons Sloane Street. Hans butikker i Japan førte til bestillinger til at designe et privat museum i Chiba-præfekturet (1987), butiksdesign for bilfirmaet Toyota i Kyoto (1989) og hovedkvarteret for Matsumoto Company i Okayama (1990). Hans firma åbnede et kontor i Tokyo i 1989. Hans første opgave med at designe en egentlig bygning var et hus til modefotografen Nick Knight i London i 1990. 
Hans første afsluttede projekter i London var galleriet for botanik og indgangen til Museum of Natural History (1993) og restaurant Wagamama, begge i London. Hans første store projekt i Storbritannien var River and Rowing Museum i Henley-on-Thames (1989) (se nedenfor). Han begyndte også at bygge i Tyskland og designede en kontorbygning i Düsseldorf (1994–1997). Andre projekter i 1990'erne omfattede Circus Restaurant i London (1997) og Joseph Menswear Shop (1997). Den sidstnævnte butik indeholdt et seks meter højt gardin omkring de to nederste etager og et strengt modernistisk interiør med mørkegrå sandstengulve og hvide vægge.
I 1997 begyndte han et af hans vigtigste projekter, genopbygning og restaurering af Neues Museum i Berlin, som stort set var blevet ødelagt under Anden Verdenskrig. Efter 2000 vandt han kommissioner for flere andre store museumsprojekter i Tyskland, herunder Literaturmuseum der Moderne i Marbach (2002-2006) og Galerie Am Kupfergraben 10 i Berlin (2003-2007). I samme periode designede og byggede han i hurtig hastighed et nyt hovedkvarter til America's Cup i Valencia, Spanien (2005-2006) og et enormt domstolskompleks i Barcelona, Spanien, der konsoliderede de kontorer, der tidligere var indeholdt i sytten forskellige bygninger i ni nye enorme betonblokke. Han konstruerede også sit første projekt i USA, en udvidelse af Museum of Ethnology and Natural History i Anchorage, Alaska (2003–2009).
Indtil 2011 var de fleste af hans store projekter i kontinentaleuropa, men i 2011 åbnede han to bemærkelsesværdige museumsprojekter i Storbritannien, Turner Contemporary (2006-11) i Margate og The Hepworth Wakefield i Wakefield. I 2013 åbnede han Jumex Museum i Mexico City og udvidelsen af Saint Louis Art Museum i USA. Hans mest fjerntliggende projekt var Naga Museum på en beliggenhed i ørkenen 170 kilometer nordøst for Khartoum i Sudan. Han designede en struktur til at bevare resterne af to gamle templer og en artesisk brønd, der dateres til 300 f.Kr.-300 e.Kr. Bygningen, der er bygget af den lokale sten, smelter sammen med rødlige bjerge omkring den.
I 2015 vandt Chipperfield en konkurrence om at redesigne den moderne- og samtidskunstfløj på Metropolitan Museum of Art i New York City. Han begyndte også sin første bygningen fra bunden i New York City, the Bryant, et tredive-tre-etagers hotel- og ejerlejlighedsprojekt ved siden af Bryant Park på Manhattan. I 2017 var han og hans medarbejdere engageret i en lang række større projekter rundt om i verden; herunder nye flagskibsbutikker til Bally og Valentino, genopbygningen af USA's ambassade i London; One Pancras Square, et kontor og et kommercielt kompleks bag King's Cross Station i London. Et projekt for Shanghai Expo-tårnet i Kina, det nye Nobel Center-hovedkvarter til Nobelprisen i Stockholm, en butik og hovedkvarter for onlinefirmaet SSENSE i Montreal, Kuntshaus-kulturcenter i Zürich, Haus der Kunst-kulturcenter i München, færdiggørelsen af hovedkvarteret for Amorepacific i Seoul, Sydkorea og Inagara Reien-projektet, et tempelkompleks i Japan.

## Større projekter (1997 – 2010)
- River and Rowing Museum, Henley-on-Thames, Storbritannien, (1989 – 1997)
- Des Moines Public Library, Des Moines, Iowa (2002 – 2006)
- Museum for moderne litteratur i Marbach, Tyskland (2002 – 2006)
- America's Cup Building, Valencia, Spanien, (2005 – 2006)
- Neues Museum, Berlin, Tyskland (1997 – 2009)

### River and Rowing Museum, Henley-on-Thames, Storbritannien (1989–1997)
River and Rowing Museum i Henley-on-Thames er især helliget ro-sport; byen er vært for de årlige kongelige regatta - olympiske sejladsbegivenheder i 1908 og 1948. Bygningen er en blanding af modernistiske og traditionelle former og materialer. Det blev inspireret af formen af traditionelle bådeskure samt de traditionelle lader i Oxfordshire. Bygningen har et areal på 2300 kvadratmeter og løftes over jorden på betonsøjler for at undgå oversvømmelse. Det udvendige og dele af det indre er dækket af planker af ikke-behandlet eg, der matcher den lokale landlige arkitektur. Tagene og soldækning er af rustfrit stål, indgangen har glasvægge, og gallerierne i stueetagen får naturligt lys gennem taget.

### Des Moines Public Library, Des Moines, Iowa (2002–2006)
Des Moines Public Library i Des Moines, Iowa, dækker et areal på ca. 10.200 kvadratmeter og kostede 32,3 millioner dollars at opføre. Bygningen i to etager har ingen front eller bagside; i stedet breder den sig ud i tre vinger. En glastunnel gør det muligt for forbipasserende at spadsere gennem biblioteket. Dens mest karakteristiske træk er et ydre af glaspaneler med kobbernet klemt ind imellem; nettet blokerer firs procent af sollyset, samtidig med at bibliotekets brugere kan se ud i parken omkring biblioteket. Chipperfield fortalte Christopher Hall fra New York Times: "Arkitekturen er neutral og amorf; næsten ingen arkitektur overhovedet, og kobbernettet er et forsøg på at skjule bygningen så meget som muligt, samtidig at lade omverdenen komme ind."

### Literaturmuseum der Moderne, Marbach, Tyskland (2002-2006)
Literaturmuseum der Moderne (dansk: Museet for Moderne Litteratur; forkortet LiMo) ligger i den tyske by Marbach, fødestedet for digteren Schiller, og nyder en panoramaudsigt over Neckar-floden. Det ligger ved siden af en Beaux-Arts-bygning til det nationale Schiller-museum, opført i 1903, og en mere moderne bygning til det tyske litterære arkiv fra 1970'erne. Besøgende kommer ind gennem en pavillon på øverste etage og ned til læsesalene nedenfor. Mens belysningen i det indre er fuldstændig kunstig for at beskytte manuskripterne, har hver etage en terrasse med udsigt over landskabet. Facaderne af beton, glas og træ er designet til at give indtryk af både soliditet og modernitet. Bygningen blev tildelt Stirling-prisen i 2007.

### America's Cup-bygningen (Veles e Vents), Valencia, Spanien (2005–06)
Chipperfield vandt en konkurrence i 2005 om at bygge et nyt hovedkvarter til America's Cup på kysten i Valencia, Spanien. Byggeriet blev afsluttet på kun elleve måneder. De karakteristiske træk ved bygningen på 10.000 kvadratmeter er tre vandrette niveauer, der hænger over den underliggende terrasse med op til femten meter, hvilket giver skygge og en uhindret udsigt over havet. Den fremherskende farve indvendigt og udvendigt er hvid med paneler af hvidt metal i lofterne, gulve af hvid epoxy og udvendige beklædninger af hvidmalet rustfrit stål. Udvendige accenter leveres af planker af træ.

### Neues Museum, Berlin, Tyskland (1997–2009)
I 1997 vandt Chipperfield sammen med Julian Harrap en konkurrence om genopbygningen af Neues Museum i Berlin, som var blevet alvorligt beskadiget under Anden Verdenskrig. Hans kommission var at genskabe museets oprindelige volume, både ved at gendanne originale rum og tilføje nye rum, der skulle respektere bygningens historiske struktur. Armeret beton blev brugt til nye gallerier og den nye centrale trappe, mens genbrugssten blev brugt i andre rum, især i den nordlige fløj og den sydlige kuppel. Derudover blev nogle af krigens skader på bygningens vægge bevaret som en væsentlig del af dets historie. Som Chipperfield forklarede, brugte arkitekterne disse materialer, så "det nye afspejlede det, der var tabt, uden at efterligne det." Bygningen modtog EU's pris for moderne arkitektur i 2011. I 2007 startede Chipperfield et nyt projekt med museet for at konstruere et nyt galleri, James Simon Gallery, inspireret af det gamle museums kolonnade. Den nye sektion skal huse mere end ti tusind genstande fra de arkæologiske samlinger, herunder den berømte buste af Nefertiti. Bygningen var planlagt afsluttet i 2017, men blev overdraget til museet i december 2018, og tilbygningen forventes åbent for offentligheden i 2019.

## Større projekter (2011 – nu)
- Retfærdighedsby, Barcelona, Spanien (2002-2011)
- The Hepworth Wakefield, Wakefield, Storbritannien (2003-2011)
- Turner Contemporary i Margate, Kent, Storbritannien (2006-2011)

### Hepworth Wakefield-galleriet (2003–2011)
Hepworth Wakefield er et galleri dedikeret til skulptøren Barbara Hepworths arbejde. Den består af ti trapezformede blokke; gallerierne på bygningens øverste etager er oplyst af naturligt lys fra store vinduer i skråtaget. Dens vinduer har udsigt over floden, den historiske havnefront og byens skyline. Bygningens facade er beklædt med selvkomprimerende pigmenteret beton fremstillet på in situ, den første af sin art i Storbritannien. Arkitekterne valgte materialet for at understrege galleriets skulpturelle udseende.

### Ciutat de la Justícia-komplekset, Barcelona, Spanien (2002–2011)
Ciutat de la Justícia (dansk: Justitsbyen) er en gruppe på ni bygninger med 241.500 kvadratmeter plads, der konsoliderer retssale og kontorer, som tidligere var spredt blandt sytten forskellige bygninger. Retssalerne er i stueetagen med kontorer på etagerne over. Fire af bygningerne er forbundet med hinanden med en fire-etagers gang. Ud over de retlige bygninger inkluderer komplekset i udkanten af Barcelona et kommercielt center og detailbutikker og en blok med lavindkomstboliger. Bygningernes facader er ens, lavet af beton, der hældes på plads og let farvet i forskellige nuancer. Chipperfield skrev, at formålet med bygningen var at "bryde billedet af retsområdet som stiv og monolitisk", men arkitektkritikeren Rowan Moore fra Guardian sagde, at komplekset syntes "ubehageligt fængselslignende."

### Udvidelse af Saint Louis Art Museum (2005–2013)
Saint Louis Art Museum-projektet i Saint Louis, Missouri (2005–2013) involverede opførelsen af en større ny fløj knyttet til et vartegn for amerikansk arkitektur, galleriet bygget af beaux-arts-arkitekten Cass Gilbert i 1904. Den nye bygning af Chipperfield, med 9000 kvadratmeter plads, flugter med den klassiske bygning; dens jordoverflade er den samme som på hovedetagen i Gilbert-bygningen. Væggene af mørk beton er støbt og poleret in situ, og taget af betoncaissons er udformet til at modificere lysindfaldet i gallerierne. For at give facaden et særpræg, der også samspillede med Gilbert-bygningen, plettede Chipperfield de polerede, mørkegrå mure med fragmenter af den samme slags sandsten brugt på Gilbert-bygningen. Edwin Heathcote fra Financial Times kaldte det ”en perle af klarhed og vildledende enkelhed... Det er en bygning designet til at gløde, indvendigt og udvendigt, en bygning, der handler mere om lysets immaterielle egenskaber end om masse forstærket af skygge."

### Turner Contemporary Gallery, Margate, UK (2006–2015)
Turner Contemporary-galleriet ligger ved siden af en strand i Margate nord for Kent i det sydlige England. Det er viet til værkerne fra J.M.W. Turner og hans samtidige og dem, han påvirkede, og er tæt på det historiske hus, hvor kunstneren opholdt sig. Museet består af seks identiske glasgallerier, kaldet "Cristalins", som er indbyrdes forbundne. Sollyset fra syd blødgøres af et system med skodder over loftet, og bygningerne hæves på pyloner for at undgå oversvømmelse fra det nærliggende hav. De fritterede facader er designet til at modstå fugt, korrosion og vinde fra havet.

### Museum Jumex, Mexico City, Mexico (2009–2013)
Museum Jumex i Mexico City viser en af de største private samlinger af samtidskunst i Mexico ved siden af et teater og et andet museum i et moderne kvarter i byen. Zoneindskrænkninger begrænsede den ledige plads, så Chipperfield placerede museets administration, butik og bibliotek i eksisterende tilstødende bygninger og vier museet næsten udelukkende til udstillingslokaler. Gallerierne på de øverste niveauer modtager naturligt lys fra ovenlysvinduerne på taget mod vest. Bygningen understøttes af fjorten søjler og er bygget af beton dækket af plader af travertinkalksten fra Xalapa i Veracruz-provinsen. Vinduerne fra gulv til loft på de nederste etager har rammer af rustfrit stål.

## Stil og filosofi
Chipperfields bygninger kan ikke betegnes som en bestemt stil, selvom hans arbejde undertiden ses som en reaktion mod de mere flamboyante projekter fra Frank Gehry, Zaha Hadid eller Santiago Calatrava. I 2005 fortalte han Christopher Hall fra New York Times: "Jeg er meget interesseret i at lave bygninger, som folk er glade for, men med hvert projekt prøver jeg også at skubbe grænserne for at gøre noget familiært, men anderledes. Jeg er ikke så interesseret i at overbevise det arkitektoniske samfund om, at jeg er et geni."
I et 2014-interview med Andy Butler fra Designboom erklærede Chipperfield: "Den eneste ting, du ikke kan gøre i arkitektur, i det mindste efter min mening, er at begrænse din måde at tænke på på en stil eller et materiale, du skal være lydhør over for omstændighederne i et projekt." Han erklærede, at "arkitektur ikke kunne globaliseres", fordi den varierede afhængigt af byens kultur. "Uanset hvor moderne vi føler, at vi er, vil vi stadig finde forskellige karakteristika forskellige steder. Når vi bygger i en by, har vi et ansvar, på en måde, for at deltage i og forstå hvorfor bygninger er, som de er, i den by. Jeg finder det meget svagt for en arkitekt at se bort fra en bys historie og kultur og sige "Jeg har en international stil." Der er absolut ingen begrundelse for det. Det svarer til at have ingen variation i et køkken, du kan lige så godt bare placere alle de forskellige typer mad i en blender og forbruge det som en proteinrig shake."
Arkitektkritiker Rowan Moore bemærkede, at "Chipperfield understreger mindre glamourøse spørgsmål, såsom "hvordan skal en bygning se ud fem eller ti år senere?" Han citerer Chipperfield om sit arbejde på Neues Museum, et projekt der varede tolv år: "Hvordan man gør ting er grundlæggende vigtigt. Kvaliteten af Neues Museums konstruktion er ekstraordinær selv efter tyske standarder, og folk kan lugte kvaliteten. Konceptet ville ikke have været så overbevisende uden det."
Chipperfield beskrev stilen i sit nye The Bryant-boligtårn i New York City (2013–2018) som "klassisk elegance med hensyn til dets symmetrier og enkle gitre og orden." Tim McKeough fra New York Times beskrev Bryant Park: "I modsætning til andre store navnearkitekter, der overrasker med dristige former og betagende strukturelle bedrifter, er Mr. Chipperfield bedst kendt for bygninger med en dæmpet æstetisk renhed." Han bemærkede, at Chipperfields signatur på bygningen var facaden, der består af præfabrikerede terrazzopaneler med en mosaik af marmor og sandstenflis, poleret til en mat finish, for at give bygningen en markant reflekterende farve.

## Kritik
Rowan Moore fra The Guardian gennemgik korpusset af Chipperfields arbejde i en artikel i 2011. Han var kritisk over for nogle bygninger, såsom Hepworth Gallery, som han mente lignede "en bunker", og domstolene i Barcelona, som han sagde var "ubehageligt fængselslignende, som om tiltalte var skyldige indtil de blev bevist uskyldige", men han fandt også meget at beundre i Chipperfields arbejde: ”Han er meget efterspurgt til projekter, der hjælper med at definere byernes moderne syn på sig selv, ofte i forhold til en rig eller fyldig historie. Han arbejder med værdighed, med gravitas, med hukommelse og kunst. Han kan lide "permanens", "substans" og "betydning" og kan ikke lide designs, der er spektakulære ud over alle grænser... Hans bygninger har en stærk tilstedeværelse med rette vinkler og lige linjer er fremtrædende. Han kan lide solid murværk og beton, hvor du ser de ting, der holder bygningen oppe, og mærker dens masse. Han overholder, muligvis for meget, den klassiske idé om, at arkitektur handler om nøgne materialer og strukturer set i dagslys. Mobilitet, overflade, illusion eller den måde, kunstig belysning danner byer om natten, er mindre vigtig for ham... Han kan lide udseendet og virkeligheden af permanens og er skeptisk over for arkitekternes fælles følelse af, at bygninger kan være lige så lette og flygtige som fly eller telte." Han citerer Chipperfield: "'Du skal altid grave et hul i jorden og hælde meget beton i det.'" Moore skrev: "Fælles for alle disse projekter er ønsket om at få det bedste ud af det, som Chipperfield finder i oplægget eller stedet - ruinerne i Berlin, lyset i Margate, kunsten i Wakefield."

## Undervisning
Chipperfield har undervist i arkitektur i Europa og USA og har undervist i mange år, blandt andet som professor i arkitektur ved Staatliche Akademie der Bildenden Künste Stuttgart fra 1995 til 2001. Derudover havde Chipperfield Mies van der Rohe-formandskabet ved Escola Técnica i Barcelona, Spanien, og Norman R. Foster-professoratet for arkitektonisk design ved Yale School of Architecture. Han er gæsteprofessor ved University of the Arts London (tidligere London Institute). Han har været medlem af bestyrelsen for The Architecture Foundation og er i øjeblikket kurator for Sir John Soane's Museum i London.

## Udvalgte værker

### Færdige bygninger i Storbritannien (udvalgte)
- River and Rowing Museum, Henley-on-Thames, Oxfordshire, Storbritannien (1989–1997)
- Gormley Studio, London, Storbritannien (1998-2001)
- BBC Pacific Quay, Glasgow, Storbritannien (2001-2007)
- Turner Contemporary, Margate, Kent, Storbritannien (2011)
- The Hepworth Wakefield, Wakefield, West Yorkshire, UK (2011)
- Café Royal Hotel, London (2008-2012)
- One Pancras Square, London (2008–2013)
- One Kensington Gardens, London (2010–2015)
- Valentino, flagskibsbutik, London (2016)

### Færdige bygninger uden for Storbritannien (udvalgte)
- Toyota Auto Kyoto, Kyoto, Japan (1989–90)
- Figge Art Museum, Davenport, Iowa, USA (1999-2005)
- Museum of Cultures (MUDEC), Milano, Italien (2000–2015)
- Des Moines Public Library, Iowa, USA (2002-2006)
- Literaturmuseum der Moderne, Tyskland (2002-2006)
- Hotel Puerta America, tredje sal, Madrid, Spanien (2003-2005)
- America's Cup-bygningen, Valencia, Spanien (2005-2006)
- Liangzhu kulturmuseum, Hangzhou, Zhejiang-provinsen, Kina (2007)
- Empire Riverside Hotel, St. Pauli, Hamborg, Tyskland (2007)
- Neues Museum, Museumsøen Berlin (1997–2009)
- Museum Folkwang, Essen, Tyskland (2007-2010)
- Ciutat de la Justícia, Barcelona (2002–2011)
- Saint Louis Art Museum, Missouri, USA (2005–2013)
- Museo Jumex, Mexico (2009–2013)
- Valentino, flagskibsbutik, New York (2014)
- Xixi Wetland Estate, Kina, (2007–2015)

### Igangværende arbejde (udvalgte)
- James Simon Gallery, Museums Island, Berlin, Tyskland (2007–2018)
- Royal Academy of Arts Masterplan, London, Storbritannien (2008–2018)
- Kunsthaus Zürich, Zürich, Schweiz (2008 – nu)
- Amorepacific hovedkvarter, Seoul, Sydkorea (2010–2017)
- Renovering af Neue Nationalgalerie Berlin, Tyskland, (2012 – nu)
- The Bryant, New York, USA, (2013–2018)
- Nobel Center, Stockholm, Sverige (2013 – nu)
- Metropolitan Museum of Art Southwest Wing, New York, USA (2015 – nu)
- Konvertering af den amerikanske ambassade, London, Storbritannien (2016 – nu)
- Renovering af Procuratie Vecchie, Piazza San Marco, Venedig, Italien (2017 – nu)

## Udmærkelser og hædersbevisninger
Projekterne fra Chipperfiels arkitektprakis har modtaget mere end 100 priser for arkitektur og design, herunder RIBA Stirling-prisen 2007 (for Museum for moderne litteratur, Marbach), 2011 EU's pris for moderne arkitektur ( Mies van der Rohe-prisen) og Deutscher Architekturpreis 2011.
Chipperfield er blevet anerkendt for sit arbejde med hædersbevisninger og priser, herunder medlemskab af Royal Academy of Arts, Bundesverdienskreuz, en ridderdom for arkitekturtjenester og Praemium Imperiale fra Japan Art Association i 2013.
I 1999 blev Chipperfield tildelt Tessenow-guldmedaljen, hvad der blev efterfulgt af en omfattende udstilling af hans arbejde sammen med arbejdet fra Tessenow Stipendiat og den spanske arkitekt Andrés Jaque, der blev afholdt i Hellerau Festspielhaus. I 2004 blev han udnævnt til Commander of the British Empire Order (CBE) for tjenester til arkitektur, og blev udnævnt aom æresmedlem i Firenze Accademia delle arti del Disegno i 2003. 
I 2009 blev han tildelt Bundesverdienstkreuz, den højeste hyldest, Forbundsrepublikken Tyskland kan tildele til enkeltpersoner for bemærkelsesværdige præstationer for nationen. I nytårsuddelingen 2010 blev Chipperfield udnævnt som Knight Bachelor for arkitekturtjenester i Storbritannien og Tyskland. Han blev tildelt Wolf Prize in Arts i 2010 og Royal Gold Medal fra Royal Institute of British Architects i 2011.
Form Matters, en udstilling, der ser tilbage på Chipperfields karriere, blev monteret af Londons Design Museum i 2009. Hans Tonale-serie af keramik til Alessi modtog Compassod'Oro i 2011, og Piana- foldestolen er for nylig blevet erhvervet til den permanente samling hos MoMA.
I 2012 blev Chipperfield den første britiske arkitekt, der kuraterede Arkitekturbiennalen i Venedig. Biennalen, med titlen 'Common Ground', søgte at foregribe den samarbejdende og indbyrdes forbundne natur i det arkitektoniske arbejde. 

## Eksterne links
- David Chipperfield Architects Arkiveret 18. februar 2011 hos  Wayback Machine
- Galleri: David Chipperfield Projects
- Chipperfield Shore Villas på Dellis Cay
- Hus i Corrubedo (Galicien) Arkiveret 1. maj 2006 hos  Wayback Machine (med tegninger)
- "En Master of Permanence Comes Home" Arkiveret 3. december 2014 hos  hos Archive.is, The Guardian
- "Yacht parkering, denne måde" Arkiveret 12. maj 2008 hos  Wayback Machine, The Guardian